# 静岡市警察部
静岡市警察部（しずおかしけいさつぶ）は、静岡県警察が警察法第52条に基づき静岡市に設置している部門（市警察部）。同条では「指定市の区域内における道府県警察本部の事務を分掌させるため、当該指定市の区域に市警察部を置く。」と定められており、政令指定都市である静岡市に設置されている。ただし、同市には静岡県警察本部があり、同警察本部の警務部長が静岡市警察部長を兼務しており、事務分掌も警務部警務課が兼務という形をとっている。
同県のもう一つの政令指定都市である浜松市には、浜松市警察部が設置されており、専任の職員8人での市警察部の形を取っている。